# Lâu đài Krzyżtopór
Krzyżtopór (phát âm tiếng Ba Lan: [kʂɨʂˈtɔpur]) là một lâu đài nằm ở làng Ujazd, xã Iwaniska, hạt Opatów, więtokrzyskie Voivodeship, ở miền nam Ba Lan. Nó ban đầu được xây dựng bởi một nhà quý tộc Ba Lan và Voivode của Sandomierz, Krzysztof Ossoliński (1587 - 1645). Lâu đài đã bị phá hủy một phần trong cuộc xâm lược của Thụy Điển được gọi là trận Đại hồng thủy năm 1655, và sau đó bị hủy hoại trong cuộc chiến của Liên minh Bar bởi người Nga năm 1770.

## Xây dựng
Vẫn chưa biết khi nào việc xây dựng pháo đài ấn tượng này bắt đầu. Cha của Krzysztof Ossoliński, Jan Zbigniew Ossoliński, đã cho ông ngôi làng Ujazd vào năm 1619; tuy nhiên, bằng chứng đầu tiên về việc xây dựng lâu đài xuất phát từ năm 1627, khi nó chưa hoàn thành. Nhà quý tộc này có lẽ đã hoàn thành nó vào năm 1644, khi đã chi số tiền khổng lồ 30 triệu złotys của Ba Lan. Thật không may, Ossoliński đã không được hưởng nó lâu, vì ông đột ngột qua đời vào năm sau tại Kraków. Lâu đài được thừa kế bởi con trai của Ossoliński Krzysztof Baldwin Ossoliński, người đã chết năm 1649 trong Trận chiến Zborów. Sau khi chết, khu phức hợp ghê gớm được gia đình Denhoff mua, sau đó là Kalinowskis.
Năm 1655, trong cuộc xâm lược Ba Lan của Thụy Điển, lâu đài đã bị chiếm giữ bởi người Thụy Điển, người đã chiếm giữ nó cho đến năm 1657, cướp phá toàn bộ khu phức hợp. Thiệt hại cho công trình quá lớn đến nỗi sau khi người Thụy Điển rút tiền, nó không được xây dựng lại, vì nó được coi là quá tốn kém. Một số gia đình quý tộc (Morsztyns, Wiśniowieckis và Pacs) sống ở cánh phía tây là nơi được bảo tồn tốt nhất, nhưng lâu đài vẫn bị hủy hoại.
Năm 1770, trong Liên đoàn luật sư, Krzyżtopór, được bảo vệ bởi các đơn vị Liên minh, đã bị người Nga bắt giữ, người đã hoàn thành đống đổ nát của tòa nhà. Được biết, cư dân được biết đến cuối cùng của khu phức hợp, Stanisław Sołtyk, sống ở đó vào những năm 1782 - 1787, sau thời gian đó Krzyżtopór đã bị bỏ hoang. Trong Chiến tranh thế giới thứ hai, khu phức hợp lại bị lục soát. Một cuộc tu sửa một phần đã diễn ra vào năm 1971, và năm 1980, Bộ Nội vụ Ba Lan đã quyết định xây dựng lại để sử dụng làm khu vực nghỉ ngơi cho các sĩ quan. Công việc này đã bị dừng lại vào năm 1981, khi luật thiết quân luật được áp đặt ở Ba Lan.

## Thiết kế

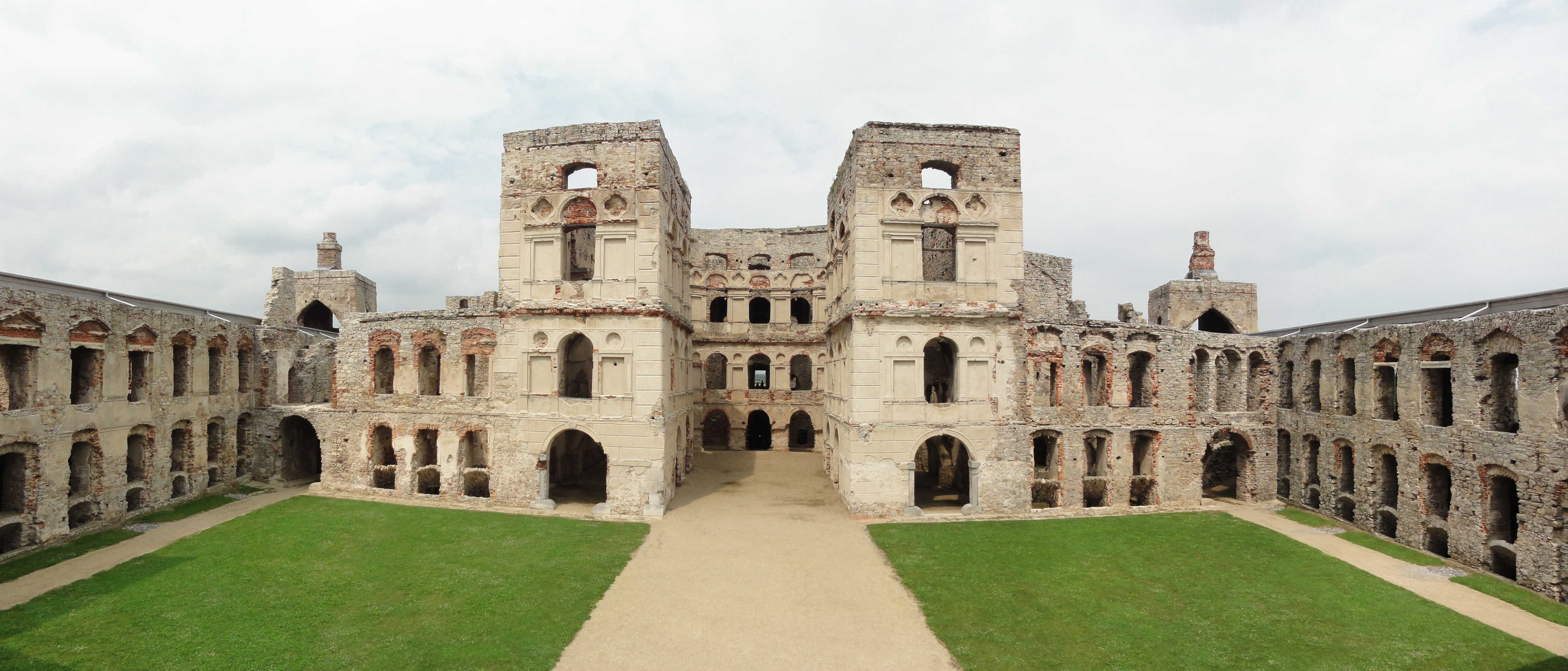
Sân trong của lâu đài

Mặc dù các nhà sử học đã nghiên cứu sâu rộng trong nhiều năm, nhưng vẫn không thể giải thích đầy đủ tất cả các khía cạnh của khu phức hợp. Không có tài liệu nào được bảo tồn cho phép xác định ngày bắt đầu xây dựng lâu đài hoặc ngày hoàn thành. Tên của kiến trúc sư cũng không rõ. Krzysztof Ossoliński say mê ma thuật đen; trong khi sự đối xứng độc đáo của lâu đài là rõ ràng ngay cả trong tình trạng bị hủy hoại của nó, những ý nghĩa ẩn giấu có thể được đưa vào hầu như mọi phần của lâu đài là không rõ ràng.
Tên của khu phức hợp là một bí ẩn. Krzysztof Ossoliński chính thức đặt tên cho nó là Krzysztofory, có nguồn gốc từ tiếng Latin là Barshoros. Sau đó, tên được đổi thành Krzyżtopór, là từ ghép của hai từ Ba Lan – krzyż ("chữ thập", biểu tượng của đức tin Công giáo và chính sách của Ossoliński) và topór ("ax", lấy từ huy hiệu của gia đình). Cả hai biểu tượng có thể được nhìn thấy trên cổng của lâu đài. Ngoài ra, phía trên cổng có ngày 1631, nhưng những gì ngày này đề cập đến chưa được xác nhận một cách chắc chắn.
Lâu đài, được xây dựng bởi kỹ sư người Thụy Sĩ Wawrzyniec (Lawrence) Senes (có lẽ sinh ra ở Sent, Thụy Sĩ), là một ví dụ điển hình của cái gọi là cung điện ở fortezza - xen kẽ cả cung điện và pháo đài. Tổng quy mô của khu phức hợp là 1,3 ha; chiều dài của tường chu vi là 700 m; tổng diện tích của tất cả các phòng bên trong là khoảng 70 000 m2. Thiết kế cơ bản dựa trên cung điện của Hồng y Alexander Farnese, nằm ở làng Caprarola của Ý. Được biết, lâu đài đã từng có 365 cửa sổ (số ngày trong năm), 52 phòng (số tuần trong năm) và 12 phòng khiêu vũ (số tháng trong năm). Với mục đích phòng thủ, lâu đài được dựng lên trên một ngọn đồi đá, khiến kẻ thù không thể tổ chức một cuộc tấn công dưới lòng đất.
Krzyżtopór được trang bị những tiện nghi hiếm thấy trong thế kỷ XVII, như hệ thống thông gió và sưởi ấm, và nhà máy nước độc đáo cung cấp cho tất cả các phòng có nước ngọt. Người ta cho rằng, trần nhà trong một phòng ăn được tạo thành từ một bể cá chứa cá kỳ lạ. Ngoài ra, có một hệ thống người câm mang thức ăn từ tủ đựng thức ăn lên các tầng trên.

## Hiện tại
Lâu đài, không có sự gần gũi thuận tiện với các tuyến đường chính và kết nối đường sắt, được khá ít khách du lịch ghé thăm. Tuy nhiên, vì các bức tường, pháo đài và hào nước được bảo tồn tương đối tốt, độ lớn của nó vẫn rất ấn tượng. Mặc dù nó được coi là một tàn tích vĩnh viễn, vì khoảng 90% các bức tường vẫn được bảo tồn, việc tái thiết đã được lên kế hoạch nhiều lần. Hiện tại, nhiều nỗ lực đã được tiến hành để lợp toàn bộ khu phức hợp; tuy nhiên, dự án đầy tham vọng này thiếu kinh phí.
Lâu đài nổi bật trong tiểu thuyết năm 1981 của James Michener, Ba Lan. Một số truyền thuyết địa phương cũng liên quan đến lâu đài. Theo một câu chuyện, hai cha con Ossoliński đã bị Chúa trừng phạt vì sự phù phiếm của họ, trong đó không ai trong số họ có thể tận hưởng lâu đài lâu dài. Các truyền thuyết khác cho rằng dưới đống đổ nát có một kho báu ẩn giấu của gia đình Ossoliński, được bảo vệ bởi hồn ma của Krzysztof Baldwin Ossoliński.

## Hình ảnh

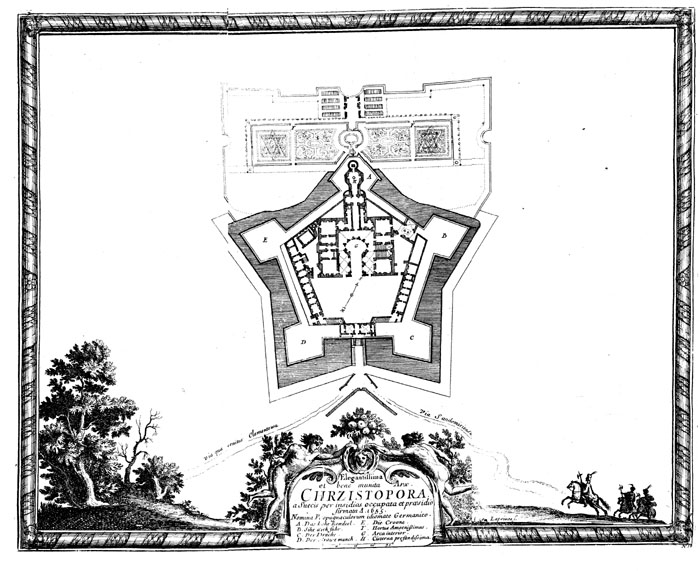
Kế hoạch của lâu đài từ khoảng năm 1655
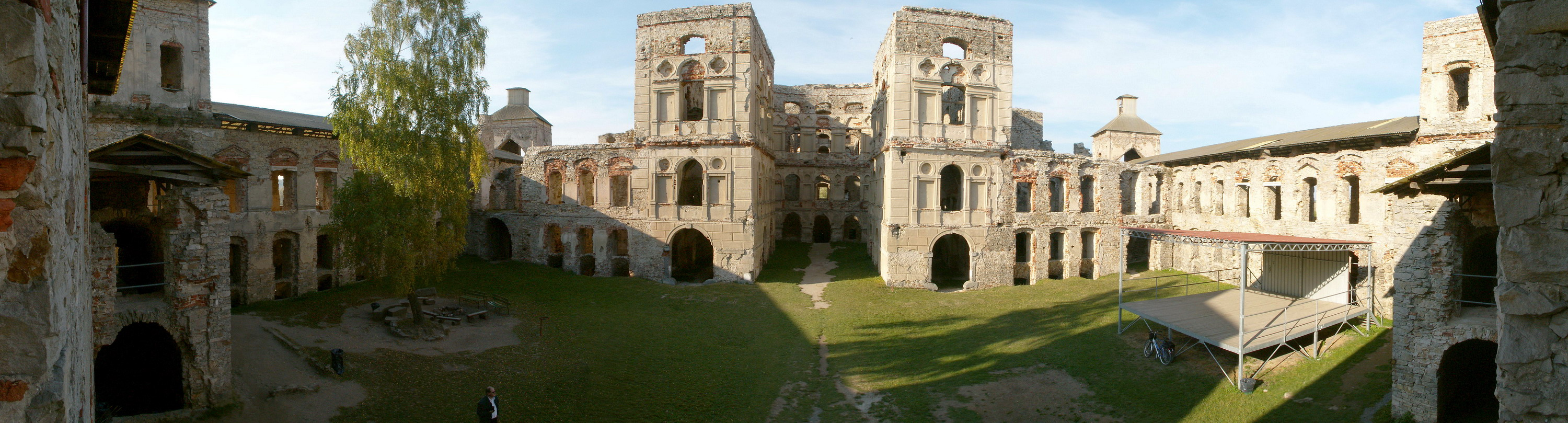
Toàn cảnh quảng trường bên trong của lâu đài Krzyżtopór ở Ujazd
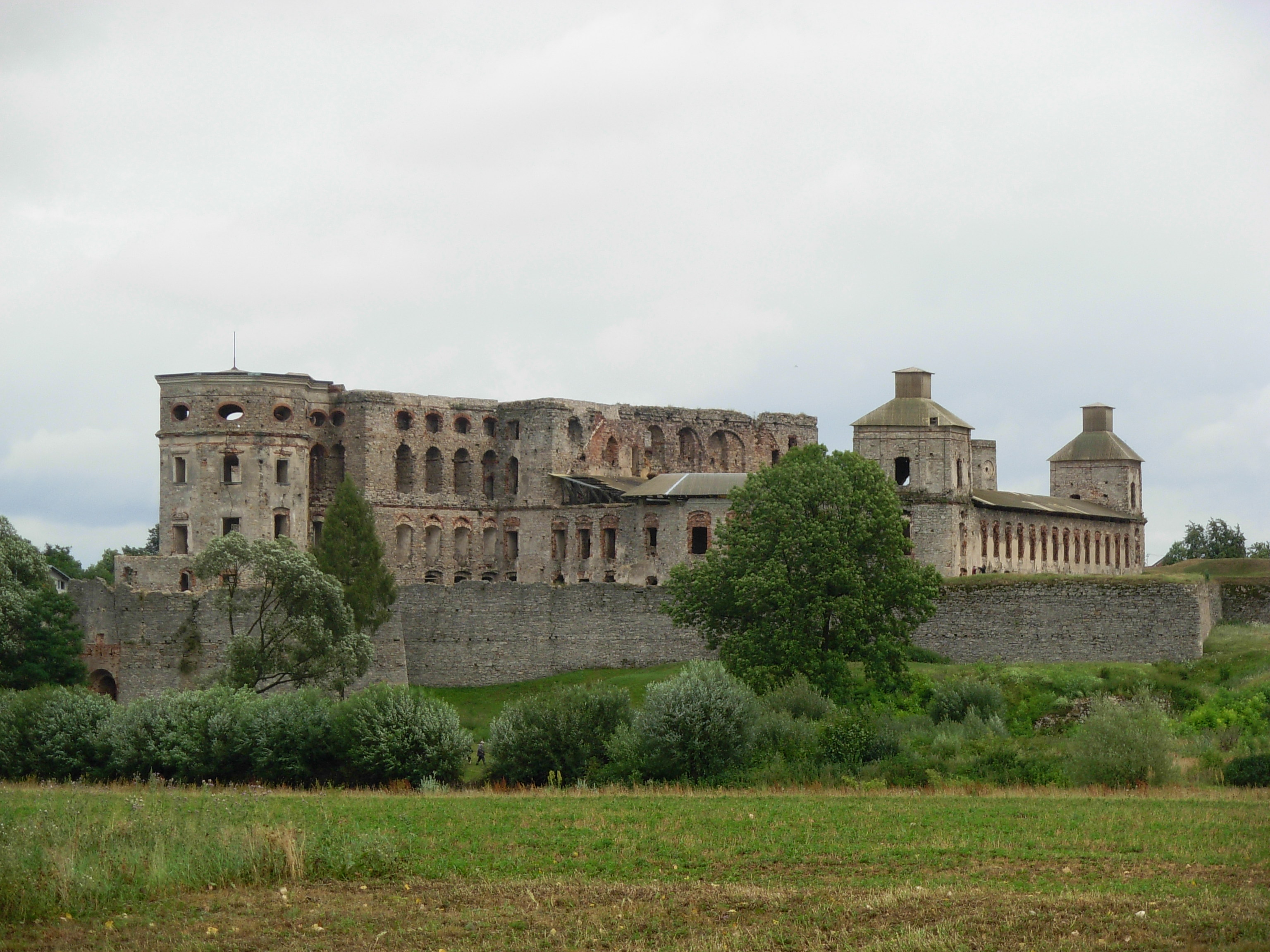
Một cái nhìn bên ngoài của lâu đài
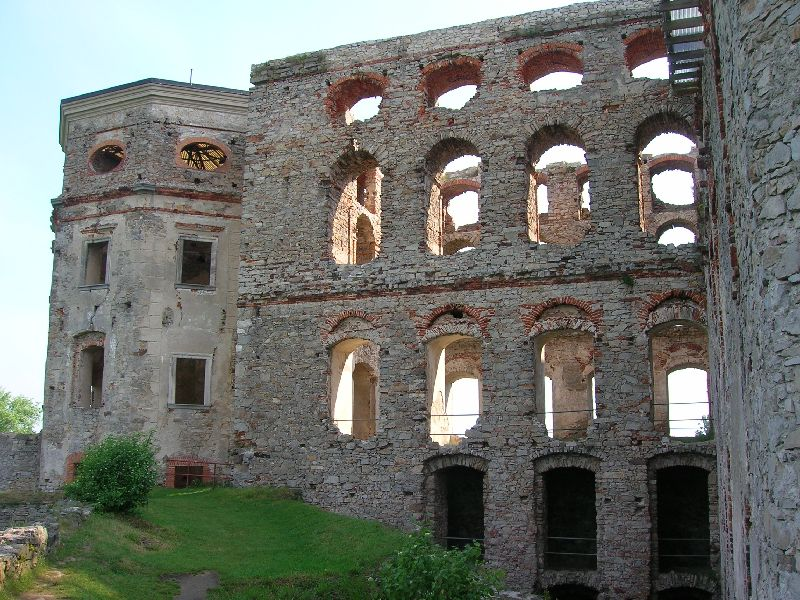
Tàn tích của lâu đài
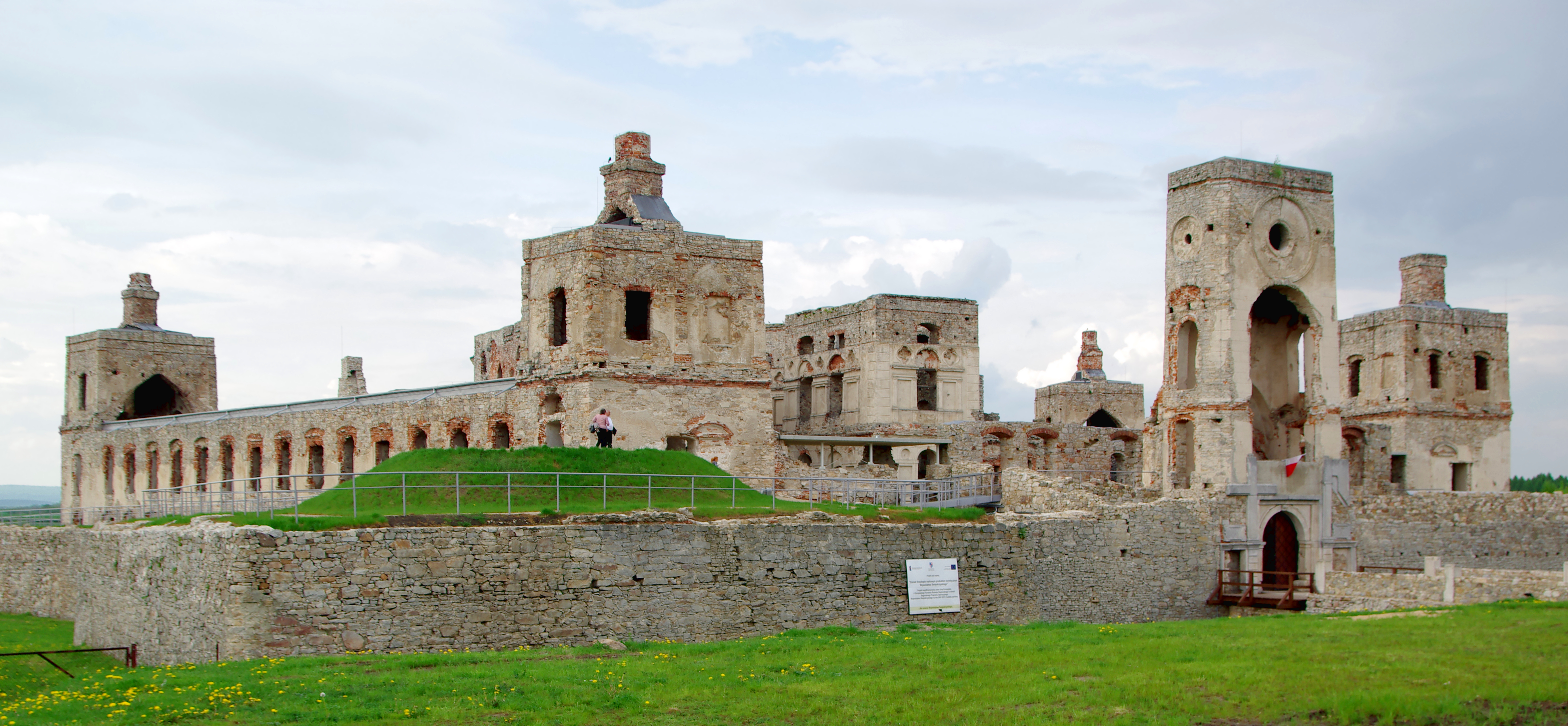
Lâu đài Krzyżtopór năm 2014
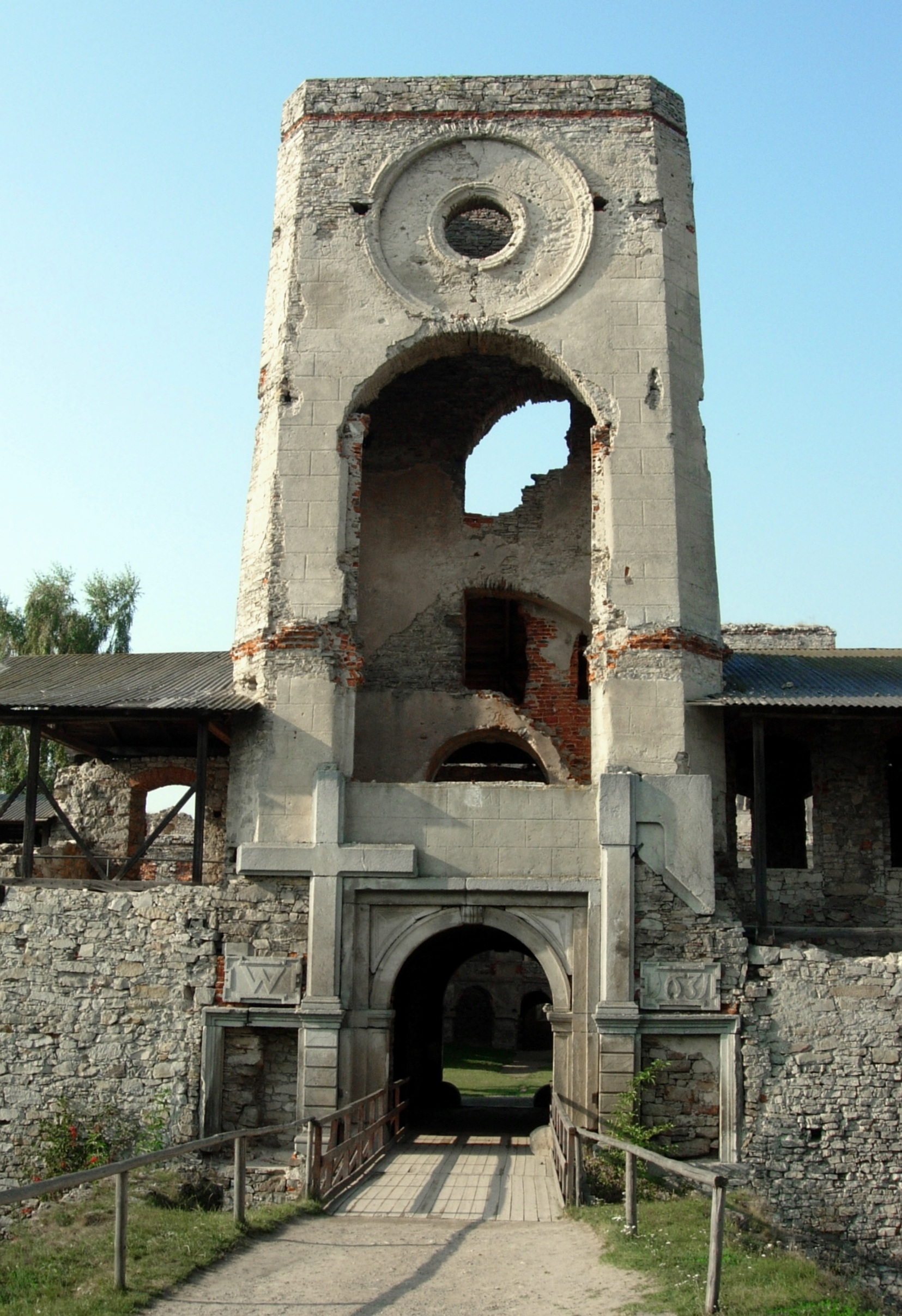
Những tàn tích của lâu đài Krzyżtopór
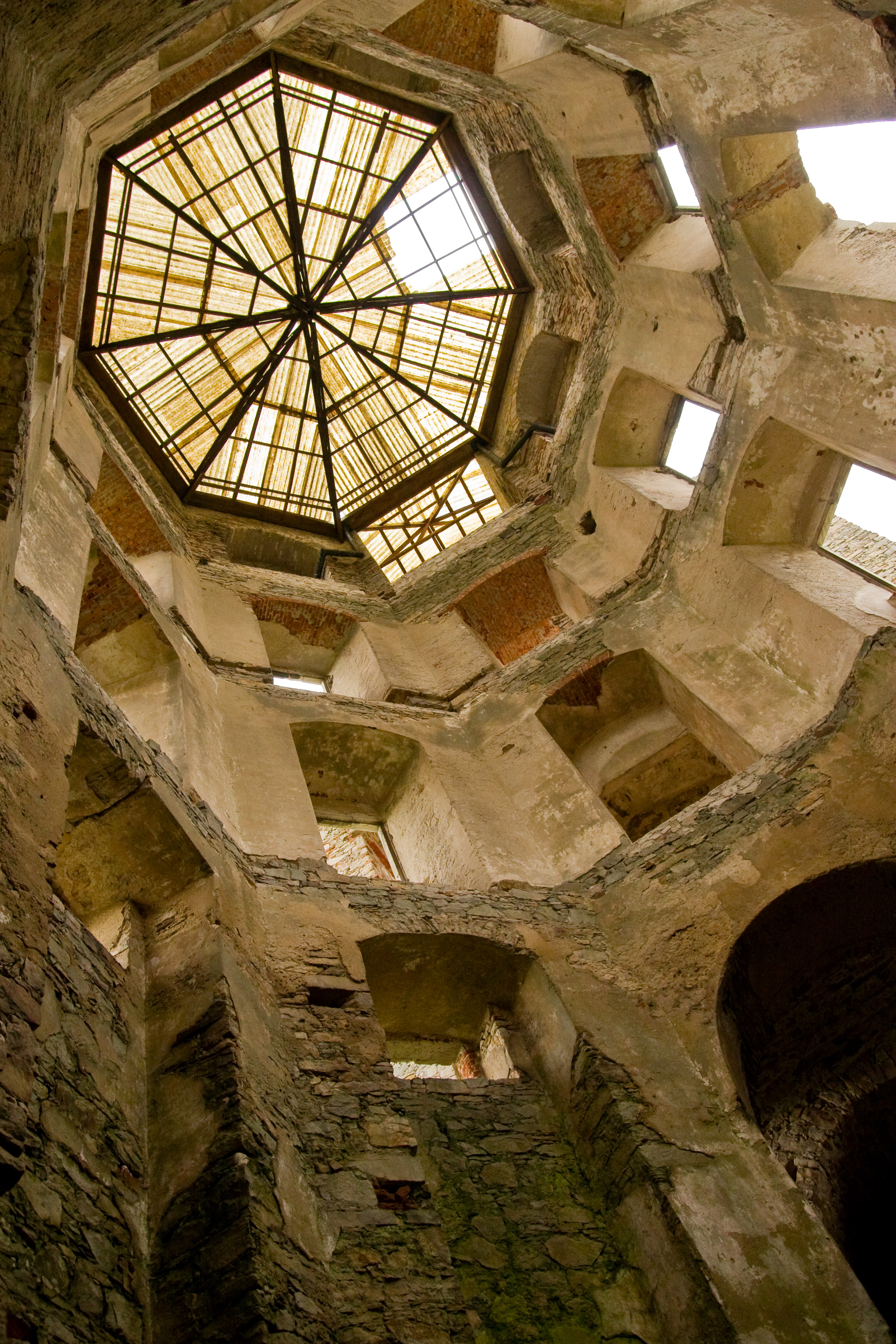
Nội thất của lâu đài